# Роомет, Айно Оттовна
Айно Оттовна Роомет (эст. Aino Roomet; род. 1931 год) — доярка совхоза «Йыгева» Йыгеваского района Эстонской ССР. Герой Социалистического Труда (1971).
Достигла выдающихся трудовых показателей. Досрочно выполнила личные социалистические обязательства и плановые задания Восьмой пятилетки (1966—1970) по надою молока. 8 апреля 1971 года неопубликованным Указом Президиума Верховного Совета СССР удостоена звания Героя Социалистического Труда «за выдающиеся успехи, достигнутые в развитии сельскохозяйственного производства и выполнении пятилетнего плана продажи государству продуктов земледелия и животноводства» с вручением ордена Ленина и золотой медали Серп и Молот.